# Alliin
Az alliin a friss fokhagymában megtalálható szulfoxid. A cisztein származéka. Friss fokhagyma vágásakor vagy aprításakor az alliináz allicinné alakítja, amely a friss fokhagyma illatáért felel. Az allicin és más tioszulfinátok a fokhagymában instabilak, és számos egyéb vegyületet alkotnak, például bisz(prop-2-én-1-il)-szulfidot, diallil-diszulfidot (bisz(prop-2-én-1-il)-diszulfid), bisz(prop-2-én-1-il)-triszulfidot, ditiineket és ajoént. A fokhagymapor vagy a macerált friss fokhagyma nem alliinforrás, mivel az allicinné való enzimatikus átalakulás másodpercek alatt történik meg.
Az alliin az elsőként felfedezett természetes anyag szén- és kénközpontú sztereokémiával.

## Kémiai szintézis
Az első, Stoll és Seebeck által 1951-ben leírt szintézis az l-cisztein 3-brómpropénes propenilezésével kezdődik dezoxialliinné. Ezt hidrogén-peroxiddal oxidálva mindkét l-alliin-diasztereomer keletkezik, melyek az oxigénatom kén sztereocentrumhoz viszonyított helyzetében térnek el.
Koch és Keusgen 1998-ban új módszert írtak le, lehetővé téve sztereospecifikus előállítást a Sharpless-epoxidációhoz hasonló körülmények közt. A királis katalizátor dietil-tartarátból és titán-tetraizopropoxidból állítható elő.

## Az orvostudományban
A fokhagyma az ókor óta használt terápiás szer az oxidatív stresszel (reaktív oxigénszármazékok termelésével, felhalmozódásával) összefüggő betegségekre. Egy 1991-es in vitro kísérletben a fokhagymapor antioxidánsnak bizonyult, az alliin jelentős hidroxilgyökfogó hatást mutatott. Emellett az immunválaszt is befolyásolja a vérben.

## Fordítás
Ez a szócikk részben vagy egészben  az   Alliin című angol Wikipédia-szócikk ezen változatának fordításán alapul.  Az eredeti cikk szerkesztőit annak laptörténete sorolja fel. Ez a jelzés csupán a megfogalmazás eredetét és a szerzői jogokat jelzi, nem szolgál a cikkben szereplő információk forrásmegjelöléseként.